# Sainte-Maure-de-Peyriac
 Sainte-Maure-de-Peyriac  es una población y comuna francesa, en la región de Aquitania, departamento de Lot y Garona, en el distrito de Nérac y cantón de Mézin.

## Demografía
| 559 | 503 | 385 | 343 | 327 | 326 |
| Para los censos de 1962 a 1999 la población legal corresponde a la población sin duplicidades (Fuente: INSEE [Consultar]) |     |     |     |     |     |